# Edward Grzywa
Edward Jan Grzywa (ur. 8 lutego 1933 w Graboszycach, zm. 29 grudnia 2014 w Warszawie) – polski polityk i chemik specjalizujący się w chemii i technologii polimerów, minister przemysłu chemicznego i lekkiego (1982–1987).

## Życiorys
W 1951 roku ukończył liceum ogólnokształcące w Dzierżoniowie i wyjechał na studia do Moskwy. W 1958 roku ukończył studia chemiczne w Moskiewskim Instytucie Technologii Chemicznej im. M.W. Łomonosowa oraz studia w zakresie automatyki przemysłowej w Moskiewskim Instytucie Budowy Maszyn Chemicznych im. E. Baumana. W 1967 roku uzyskał stopień doktora nauk chemicznych, a w 1973 otrzymał tytuł profesora.
Po studiach podjął pracę w laboratorium Zakładów Chemicznych w Oświęcimiu. W latach 1966–1972 był dyrektorem Instytutu Ciężkiej Syntezy Organicznej „Blachownia”, potem Instytutu Przemysłu Organicznego oraz Instytutu Chemii Przemysłowej. Od 1974 był profesorem Politechniki Warszawskiej.
Od 1951 należał do Polskiej Zjednoczonej Partii Robotniczej. Od 1980 związany z resortem przemysłu chemicznego i lekkiego, a od 27 lutego 1982 do 24 października 1987 minister tegoż resortu w rządach Wojciecha Jaruzelskiego i Zbigniewa Messnera. W roku 1984 otrzymał Medal im. Prof. Wojciecha Świętosławskiego, a w 2004 Medal Ignacego Mościckiego. Był również odznaczony Krzyżem Komandorskim i Kawalerskim Orderu Odrodzenia Polski oraz Srebrnym Krzyżem Zasługi.
Profesor Grzywa zmarł 31 grudnia 2014. Uroczystości pogrzebowe odbyły się w kościele św. Anny w Wilanowie i na miejscowym cmentarzu 2 stycznia 2015.

## Życie prywatne
Syn Jana i Bronisławy. Małżonka Zdzisława zmarła w roku 2001. Miał dwie córki, Irenę Grzywę-Niksińską (1964) oraz Ewę Kozicką (1968), a ponadto wnuków Izabellę (1993), Adriannę (1996), Weronikę (1998) oraz Krzysztofa (2001).

## Wybrane publikacje
- Technologia podstawowych syntez organicznych. T. 1, Surowce do syntez (1987, wspólnie z Jackiem Molendą, ISBN 83-204-0878-4)
- Technologia podstawowych syntez organicznych. T. 2, Syntezy (1989, wspólnie z Jackiem Molendą, ISBN 83-204-1051-7)